# Erik Ferman
Erik Ferman, född 7 juli 1990, är en svensk fotbollsspelare (försvarare) som spelar för IS Halmia.

## Karriär
Fermans moderklubb är Värnamo Södra. Därefter gick Ferman till IFK Värnamo, som han spelade för i Superettan. I januari 2014 värvades Ferman av IS Halmia, där han skrev på ett tvåårskontrakt.
Inför säsongen 2016 skrev han på för Tvååkers IF. I februari 2017 förlängde Ferman sitt kontrakt i Tvååkers IF med ett år.
I december 2017 återvände Ferman till IS Halmia, där han skrev på ett tvåårskontrakt.